# ハイリスク薬
ハイリスク薬（ハイリスクやく）とは、薬剤師の業務において、副作用や事故に特に注意を要し、安全管理のため特に専門家による薬学的管理の関与が必要で、安全管理を誤ると被害をもたらしうる医薬品である。抗がん剤、免疫抑制薬、不整脈用薬、抗てんかん薬、血液凝固阻止薬、ジギタリス製剤、テオフィリン製剤、精神神経用薬、催眠鎮静薬、糖尿病用薬、すい臓ホルモン剤、抗HIV薬、注射剤のカリウム製剤といったもので、用量、用法、薬物相互作用の確認、副作用や薬物依存の説明と確認、治療薬物モニタリングが必要となることもある。
2008年（平成20年度）の診療報酬改定において、医療機関における薬剤師による投与量、相互作用、重複、禁忌、効果、副作用等に関する確認について、特定薬剤管理指導加算が追加され、2010年にはこれが薬局に拡大された。この加算対象の医薬品に加えて、相応の安全管理が必要とされる。

## 種類
日本薬剤師会と日本病院薬剤師会が挙げるものに、以下のようなものがある。用量、用法、副作用、他の医薬品や食品との相互作用などについての確認は共通する。
抗悪性腫瘍薬
抗がん剤、また麻薬について。メトトレキサートは治療薬物モニタリングが必要である。
免疫抑制剤
シクロスポリン、タクロリムスは治療薬物モニタリングが必要である。感染症などの副作用の確認。
不整脈用薬
リドカイン、ジソピラミド、プロカインアミドは治療薬物モニタリングが必要である。ふらつき、低血糖などの副作用の確認
抗てんかん薬
フェニトイン、カルバマゼピン、バルプロ酸、フェノバルビタール、ゾニサミドは治療薬物モニタリングが必要である。
精神神経用薬
非定型抗精神病薬による血液や内分泌の疾患、それ以外の薬剤においても錐体外路症状、致命的となりえる悪性症候群やセロトニン症候群、転倒の注意といった副作用の説明と確認を行う。自殺企図など過量服薬のリスクのある患者の把握。薬物依存傾向のある患者等に対して、治療開始時に適正な薬物療法の情報を提供する。
リチウム塩は治療薬物モニタリングが必要である。
精神科医は薬物動態を苦手とすることが多く、依存症の危険性についても知らない場合があることが報告されている。
催眠鎮静薬
日本病院薬剤師会では、さらに催眠鎮静薬を細分類し、薬物誘発性不眠症の有無や、重複処方、過剰処方、不適切使用の確認を促している。ある調査では、複数診療科からエチゾラム（デパス）が約半数で重複処方され最も多く、他に重複処方の多かったものは、第3種向精神薬がほとんどである。依存、転倒、過量服薬については、精神神経用薬に準じる。不安障害では、乱用、依存、耐性、記憶障害、転倒骨折などの副作用により、ベンゾジアゼピン系薬の位置づけは低下しており、現在の証拠は第一選択として選択的セロトニン再取り込み阻害薬（SSRI）が推奨される。SSRIの登場とベンゾジアゼピン系薬の離脱の諸問題については、既に日本薬剤師会に共有されている。バルビツール酸系は安全性と有効性で、ベンゾジアゼピンより劣るため、睡眠薬の用途では現在ほとんど用いられていない。
血液凝固阻止薬
出血の副作用の説明や確認が必要である。
ジギタリス製剤
強心剤のジゴキシンは治療薬物モニタリングが必要である。
テオフィリン製剤
喘息薬のテオフィリンは治療薬物モニタリングが必要である。悪心、嘔吐や過量服薬時の発熱の対処など。
糖尿病用薬
すい臓ホルモン剤
以上2種は、低血糖の対処等使用方法と効果に関する。
抗HIV薬
カリウム製剤（注射剤）
投与量、希釈濃度、投与速度、年齢、腎機能などの確認。

## 知識要項
インフォームドコンセント、薬用量、常用量、年齢と用量、総投与量・期間、禁忌、相互作用、重複処方、麻薬・向精神薬処方箋の取り扱いといった専門知識については、医療薬学の出題問題の範囲内である。基本的な注意事項は、医療訴訟が増加しているため、医薬品の添付文書に詳細に記載されている。

## 関連する法律
先行して、薬事法において劇薬等の指定が存在する。また乱用に懸念のある医薬品については、麻薬及び向精神薬取締法において第1種から第3種までの向精神薬が指定されている。この麻薬取締法にさらに先行して世界保健機関における会合によって、日本では1960年には睡眠薬については薬事法における習慣性医薬品が指定されている。薬物乱用の危険性のため記録や保管の義務があるため薬剤師の重要な業務である。1971年の向精神薬に関する条約の締結国間で、乱用の防止および早期発見、復帰のため取り組みが、国際的に広く認識され、そして相互協力されている。